# بکا لومیتادزه
بکا لومیتادزه (به گرجی: ბექა ლომთაძე،متولد ۲۱ نوامبر ۱۹۹۱) کشتی‌گیر آزادکار تیم ملی گرجستان است.
از افتخارات وی می‌توان به کسب مدال طلا مسابقات قهرمانی کشتی جهان ۲۰۱۹ و مدال نقره مسابقات قهرمانی کشتی جهان ۲۰۱۶ اشاره کرد.

## مسابقات قهرمانی کشتی جهان ۲۰۱۹
لومیتادزه در وزن ۶۱ کیلوگرم کشتی آزاد مسابقات قهرمانی کشتی جهان ۲۰۱۹ نورسلطان حاضر بود که میهای اسانو از مولداوی، تیلر گراف از آمریکا و راحول آواره از هند را شکست داد و به فینال رسید. وی در فینال ماگومدرسول ادریسوف از روسیه را شکست داد و مدال طلا وزن ۶۱ کیلوگرم را بدست آورد.